# ریچی کیتوکو
ریچی کیتوکو (انگلیسی: Ritchie Kitoko؛ زادهٔ ۱۱ ژوئن ۱۹۸۸) بازیکن فوتبال اهل بلژیک است که در پست هافبک دفاعی برای باشگاه المپیاکوس ولووس در سوپر لیگ ۲ یونان بازی می‌کند.
وی همچنین در تیم‌های ملی فوتبال زیر ۱۸ سال, زیر ۱۹ سال, زیر ۲۰ سال، و زیر ۲۱ سال بلژیک بازی کرده‌است.